# Gabrielle Woods
Gabrielle Woods (7. prosince 1911, USA – 23. září 2006, USA) byla americká herečka.

## Kariéra
Gabrielle Woods byla příležitostnou filmovou herečkou, která se s první filmovou rolí setkala až ve svých 89 letech. Menší roli získala ve filmu Vrána 3: Návrat, kde se objevila po boku Kirsten Dunst.
O rok později se objevila ve snímku Bug Off!, natočeném podle populární knižní dětské předlohy.
Zemřela v roce 2006 ve věku 94 let.

### Filmy
- 2000 – Vrána 3: Návrat
- 2001 – Bug Off!